# Afroconema pravdini
Afroconema pravdini är en insektsart som beskrevs av Andrej Vasiljevitj Gorochov 1993. Afroconema pravdini ingår i släktet Afroconema och familjen vårtbitare. Inga underarter finns listade i Catalogue of Life.